# تشاك بانكس
تشاك بانكس (بالإنجليزية: Chuck Banks)‏ هو لاعب كرة قدم أمريكية أمريكي، ولد في 4 يناير 1964 في بالتيمور في الولايات المتحدة.

## وصلات خارجية
- تشاك بانكس على موقع مرجع كرة القدم المحترفة.كوم (الإنجليزية)